# Kyle XY
Kyle XY és una sèrie de televisió nord-americana de la cadena ABC Family, creada per Eric Bress i Mackye Gruber.
Als Estats Units, la sèrie es va estrenar el 26 de juny de 2006, amb una audiència de 2,64 milions de telespectadors. Actualment s'ha emès la primera temporada, que consta de 10 episodis, i el gener de 2008 es va començar a emetre la segona part de la segona temporada. Tot i així, la seva alta audiència ha fet que els productors afirmin que hi haurà una tercera temporada que, de moment, tindrà 10 capítols.

## Argument
Kyle és un noi de setze anys que es desperta al bosc, als afores de Seattle, despullat i envoltat d'una llefiscosa substància. Actua com si hagués acabat de néixer, sense poder parlar, desconeixedor del món que l'envolta i on acaba d'aparèixer-hi. No obstant això, és especial, per algun estrany motiu no té melic. A més a més, fins i tot abans de conèixer les coses, s'adona del que està bé i del que no, alhora que posseeix una vasta capacitat d'aprenentatge i de deducció, així com una impressionant força i habilitat física. Quan la policia se'l troba, l'ingressa a un centre d'internament de menors. És aquí on treballa Nicole Trager, una psicòloga que de seguida s'adona que Kyle no és un noi normal, és per això que decideix emportar-se'l a casa, per estudiar-lo i poder-lo conèixer a fons. Un cop a casa, Kyle comença a aprendre com es comporta el ser humà, com actua i s'enfronta als problemes que es trobarà. A això se li uneix un halo de misticisme i investigació que en Kyle haurà de conèixer si vol saber qui és i perquè és com és.

## Personatges

### Principals
- Matt Dallas - Kyle Trager
- Marguerite MacIntyre - Nicole Trager
- Bruce Thomas - Stephen Trager
- Jean-Luc Bilodeau - Josh Trager
- April Matson - Lori Trager
- Chris Olivero - Declan McDunaugh
- Kirsten Prout - Amanda Bloom
- Jaimie Alexander - Jessi XX (2a temporada)
- Magda Apanowicz - Andy Jensen (2a temporada)

### Usuals
- Nicholas Lea - Tom Foss
- J. Eddie Peck - Adam Baylin
- Cory Monteith - Charlie Tanner
- Chelan Simmons - Hillary
- Kurt Max Runte - Detectiue Jason Breen (1a Temporada)
- Teryl Rothery - Carol Bloom
- Sarah-Jane Redmond - Rebecca Thatcher
- Andrew Jackson (actor) - Cyrus Reynolds
- Bill Dow - Profesor William Kern
- Martin Cummins - Brian Taylor (2a temporada)
- Leah Cairns - Emily Hollander (2a temporada)
- Conrad Coates - Julian Ballantine (2a temporada)

## Llistat d'episodis

### Primera temporada
- 1. Pilot (Pilot)
- 2. Sleepless in Seattle ((espertant a Seattle).
- 3. The lies that bind (Mentides que uneixen).
- 4. Diving In (Submergint-se).
- 5. This is not a test (Això no és una prova).
- 6. Blame it on the rain (És culpa de la pluja).
- 7. Kyle got game (Kyle té joc).
- 8. Memory serves (La memòria està servida).
- 9. Overheard (Espiant).
- 10. Endgame (Fi del joc).

### Segona temporada
- 1. The Prophet (El profeta)
- 2. The Homecoming (La tornada a casa).
- 3. The List is Life (La llista és la vida). Fa referència a una de les frases més famoses de la pel·lícula La llista de Schindler de Steven Spielberg.
- 4. Balancing act (Mantenir l'equilibri).
- 5. Come to your senses (Amb els cinc sentits).
- 6. Does Kyle dream of electric fish? (Somnia en Kyle amb peixos elèctrics?).
- 7. Free to be you and me (Llibertat per nosaltres).
- 8. What’s the frequency, Kyle? (Quina és la freqüència, Kyle?). Fa referència al tema What's the Frequency, Kenneth? de R.E.M..
- 9. The Ghost in the machine (El fantasma dins la màquina).
- 10. House of Cards (Castell de cartes).
- 11. Hands on a Hybrid (A tocar l'híbrid).
- 12. Lockdown (Tancats).
- 13. Leap of faith (Salt de fe).
- 14. To C.I.R. with love (Per a C.I.R. amb afecte).
- 15. The Future's So Bright, I Gotta Wear Shades (El futur és molt brillant, hauré de portar ulleres de sol)

## Música
La Banda sonora de la primera temporada de Kyle XY va sortir a la venda el 22 de maig de 2007 als Estats Units. La llista de cançons és la següent:
1. Hide Another Mistake - The 88
2. Nevermind the Phonecalls - Earlimart
3. Surround - In-Flight Safety
4. I'll Write the Song, You Sing For Me - Irving
5. Wonderful Day - O.A.R.
6. Bug Bear - Climber
7. Honestly - Cary Brothers
8. So Many Ways - Mates of State
9. Middle Of the Night - Sherwood
10. Alibis - Marianas Trench
11. It's Only Life - Kate Voegele
12. 3 A.M. - Sean Hayes
13. Born On the Cusp - American Analog Set
14. Will You Remember Me (Lori's Song) - April Matson

El compositor Michael Suby és l'autor d'alguns dels temes que apareixen diverses vegades al llarg de la sèrie, com Welcome to the Family, tot i que aquests no van ser inclosos a l'àlbum de la banda sonora.

## Curiositats
- L'argument és similar a la pel·lícula D.A.R.Y.L. en la que un nen-robot, creat artificialment degut a un experiment que els científics van considerar fracassat, és alliberat per un dels científics i acollit per una família.
- La premissa de Kyle XY també recorda a la sèrie John Doe.
- Quan Kyle arriba al centre d'internament de menors se l'hi assigna el nom de John Doe, ja que aquest és el nom que s'usa als Estats Units per identificar els homes que tenen una identitat desconeguda.
- Quan en Kyle parla per primera vegada, el Josh diu "És com aquest indi del Niu del Cuc!", fa referència al cap Bromden de la novel·la del 1962 One Flew Over the Cuckoo's Nest (Algú va volar sobre el niu del cucut).
- Tot i que la sèrie transcorre a Seattle, es va filmar a Vancouver.
- En molts episodis es veuen caramels Sour Patch Kids. Resulta que aquesta marca de gominoles és la principal patrocinadora per la sèrie.
- El nom del sisè capítol de la segona temporada és una clara referència a la novel·la de Philip K. Dick escrita el 1968, Do Androids Dream of Electric Sheep? (Somnien els androides amb ovelles elèctriques?). La pel·lícula Blade Runner està basada en aquesta mateixa novel·la.
- El nom del vuitè episodi de la segona temporada What's the frequency, Kyle? és una referència a la cançó del grup R.E.M. Whats the frequency, Kenneth?.
- A la sèrie Kyle XY la melodia Canon en D major de Pachelbel sona diverses ocasions per acondicionar la història d'amor entre Kyle i Amanda.